# La Nuit obscure
Pour les articles homonymes, voir La Nuit obscure (homonymie).
La Nuit obscure ou « La noche oscura » est un poème mystique composé par Jean de la Croix, vers 1578. 
Ce poème est à l'origine de la rédaction de deux œuvres majeures de Jean de la Croix : la Montée du Carmel et la Nuit obscure. Ces œuvres, qui s'appuient sur les vers du poème et devaient initialement commenter linéairement le texte poétique, s'écartent progressivement du texte brut pour devenir des traités théologiques et mystiques autonomes.
Ce poème mystique a été régulièrement publié, tant dans des recueils poétiques de l'auteur, que lors de l'édition des deux traités mystiques dont il est le fil directeur.
Le titre de ce poème et l'ouvrage homonyme associé (la Nuit obscure) sont à l'origine de l'expression de « nuit obscure de l'âme » au-delà des œuvres san juanistes.

## Historique du poème

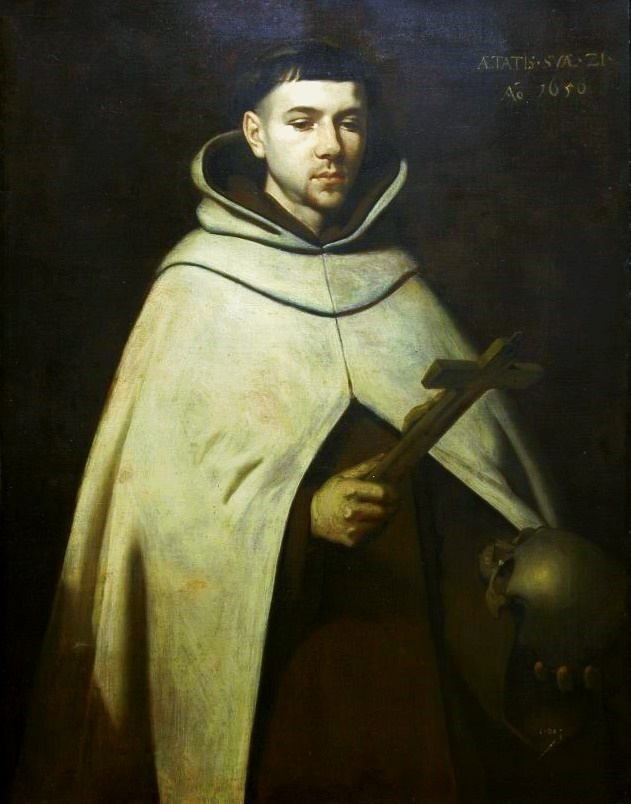
Portrait de Jean de la Croix, par Zurbarán.

Jean de la Croix compose le poème de La Nuit obscure en 1578, après son évasion du cachot de Tolède. Très vite, les carmélites de Beas de Segura demandent à Jean un commentaire de son poème. En 1584, il commence la rédaction d'un grand traité mystique qu'il annonce en quatre volumes pour traiter de la nuit des sens et de la nuit de l'esprit. Ce sera la Montée du Carmel, ouvrage inachevé car il ne contient que trois des quatre volumes annoncés. L'ouvrage est complété par un autre traité : la Nuit obscure. Différentes hypothèses ont été exprimées concernant la volonté initiale et finale de l'auteur sur la composition et la structuration de ces traités qui débutent par une analyse linéaire des vers du poème mais se poursuivent comme un traité « classique », ne faisant plus référence au texte du poème. L'hypothèse aujourd'hui généralement retenue est que ces deux ouvrages constituent une grande œuvre didactique inachevée où Jean de la Croix voulait présenter les purifications actives (ce que l'on trouve dans la Montée du Carmel) et passives (décrites dans la Nuit obscure). Tout ce cheminement spirituel est synthétisé dans le poème.
Ce poème fait partie des grands poèmes connus de Jean de la Croix (avec Le Cantique spirituel et La Vive Flamme d'amour). Son titre, issu du premier vers du poème, a été repris dans le titre du second traité de Jean de la Croix (la Nuit obscure) et il a donné lieu à une expression entrée dans le langage commun : la nuit obscure de l'âme.

## Présentation du poème

### Le poème

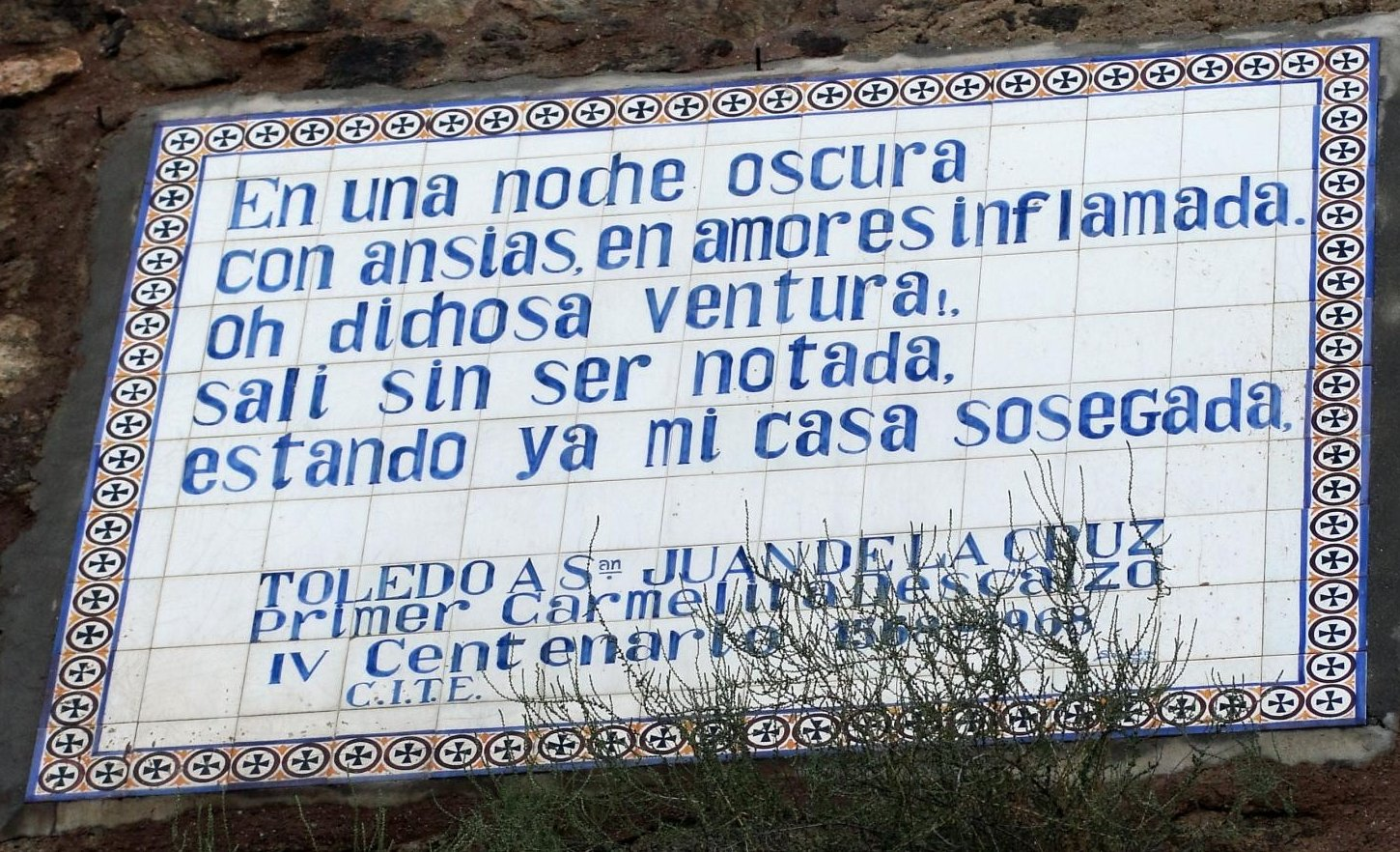
Extrait du poème La Nuit obscure faisant mention de la fuite par l'escalier secret (plaque commémorative de la fondation du carmel à Tolède)

Le poème est composé de huit strophes de cinq vers. Dans la version originale en espagnol, chaque strophe est découpée suivant une métrique de 7 pieds, puis 11, puis 7, 7 et enfin 11 pieds.
La lecture du poème (en version espagnole) montre une musicalité par la répétition des "a" sur les deux premières strophes,. Cette « réitération volcanique » des sonorités permet de dire l'indicible comme l'indique Jean de la Croix dans le prologue de son traité Le Cantique spirituel : « la sagesse mystique dont traitent les présentes chansons, laquelle vient de l'amour, n'a pas besoin de s'entendre distinctement pour produire un effet d'affection dans l'âme, car elle le fait à la manière de la foi en laquelle nous aimons Dieu sans comprendre ».
Le poème peut se découper en trois parties :
- strophes 1-4  : l’évasion jusqu’à la rencontre de l’Aimé (avec deux sous-parties : le départ et la marche solitaire et secrète dans la nuit, le cœur enflammé d’amour, puis la nuit totale qui isole de tout contact, le seul guide est cet amour qui brûle au fond du cœur)
- strophe 5 : bénédiction de cette nuit qui a permis l’union.
- strophes 6-8 : l’abandon dans l’enlacement mutuel (avec à nouveau deux sous-parties : l’Aimé endormi dans les bras de l’aimée puis l’aimée absorbée totalement par l’Aimé, abandonnant tout).

### Les thèmes de la lumière et de la nuit
Dans ce poème, le renoncement à toute lumière permet à l’âme de se guider uniquement par l'amour. Cette nuit est dite « bienheureuse » parce que l’âme qui le chante a traversé la nuit et qu'elle est dans l’union (la nuit n’est bienheureuse qu’après coup). Ce poème chante l’union (réalisée) de l’âme avec Dieu. Après s’être détachée de beaucoup de choses, elle est entrée dans l’union, le repos, la jouissance, oubliant tout souci et toute peine. L'auteur utilise le symbolisme de « la nuit » pour montrer l'action déconcertante et triomphante de l'Amour.
Même si l’âme avance dans les ténèbres et les angoisses, elle avance avec sûreté, car l’état de contemplation pour l’âme « n’est autre chose qu’une infusion secrète, pacifique et amoureuse de Dieu en elle ».

### Le chemin de purification et de contemplation
Le chemin de purification évoqué dans le poème a été mis en parallèle avec d'autres chemins de sanctification proposés par d'autres mystiques chrétiens comme étant « l’échelle mystique de l’amour divin » décrite par saint Bernard et saint Thomas. 
Ce chemin en plusieurs étapes permet de se libérer de « la sensualité qui jette l’âme hors d’elle-même et la disperse ». La nuit de la foi engage (démarre) une heureuse aventure qui permet à l’âme de se détacher de ses sens pour aller plus avant (en elle-même). La contemplation que permet la foi et qui dégage l’âme de la sensualité lui permet de se nourrir en Dieu même.  L’espérance met en route et c’est la flamme de l’amour qui donne l’impulsion, qui ouvre le désir. Le poème décrit un voyage particulier : non pas spatial, mais intérieur. Ainsi, dans la première partie de ce poème, la nuit n'est pas passive : elle est active. Le cœur aussi est sollicité, le cœur profond qui ne se touche que par la foi (la flamme). Jean de la Croix, dans son traité La Montée du Carmel, indique que les trois vertus théologales : la foi, l'espérance et la charité vont servir à purifier les trois puissances de l'âme : l'entendement, la mémoire et la volonté.
Après cette phase active de purification, c'est une phase « passive » qui se présente. Jean de la Croix la décrit longuement dans son second ouvrage La Nuit obscure, sans s'appuyer directement sur le texte du poème. Cette phase, l'âme « y entre passivement lorsqu’elle n’agit point et laisse Dieu agir en elle, se contentant de se comporter comme un sujet patient. ».

### Le texte du poème
Dans sa version traduite par l'abbé Jean Maillard en 1695.
Pendant une nuit obscure,

Enflammée d’un amour inquiet,

Ô l’heureuse fortune !

Je suis sortie sans être aperçue,

Lorsque ma maison était tranquille.

Étant assurée et déguisée,

Je suis sortie par un degré secret,

Ô l'heureuse fortune !

Et étant bien cachée dans les ténèbres,

Lorsque ma maison était tranquille.

Pendant cette heureuse nuit,

Je suis sortie en ce lieu secret

Où personne ne me voyait,

Sans autre lumière,

Que celle qui luit dans mon cœur.

Elle me conduisit

Plus surement que la lumière du midi,

Où m'attendait

celui qui me connait très bien,

Et où personne ne paraissait.

Ô nuit qui m'a conduite !

Ô nuit plus aimable que l'aurore !

Ô nuit qui as uni

le bien-aimé avec la bien-aimée,

en transformant l'amante en son bien-aimé.

Il dort tranquille dans mon sein

qui est plein de fleurs,

et que je garde tout entier pour lui seul :

je le chéris

et le rafraichis avec mon éventail de cèdre.

Lorsque le vent de l'aurore

fait voler ses cheveux,

il m'a frappé le cou avec sa main douce

et paisible,

et il a suspendu tous mes sens.

En me délaissant et en m'oubliant moi-même,

j'ai penché mon visage sur mon bien aimé.

Toutes choses étant perdues pour moi,

je me suis quittée et abandonnée moi-même,

en me délivrant de tout soin entre les lys blancs.

## Publications
Ce poème a été diffusé et publié (partiellement) en même temps que le traité mystique homonyme. Mais de très rares publications l'ont édité et traduit dans l'intégralité du texte. Voici quelques dates de publications :
- 1618 : publié en espagnol à Alcala, avec deux autres ouvrages[14].
- 1622 : publication à Paris de l’œuvre traduite par G. Gaultier[15].
- 1627 : publication à Bruxelles chez Godofredo Schoevarts[16].
- 1630 : publication intégrale de l’œuvre de Jean de la Croix en espagnol[17].
- 1641 : Traduction en français des Œuvres spirituelles[N 6] de Jean de la Croix par Cyprien de la Nativité de la Vierge. Plusieurs  rééditions sont réalisées au cours du XVIIe siècle (1645,  1652,  1675...). Cette version est rééditée au XXe siècle[18].
- 1695 : traduction par Jean Maillart (jésuite)[19]. Cette version est retenue au XIXe siècle dans la Patrologie de Migne[18].
- 1933-1937 : Œuvres complètes de Jean de la Croix, traduction nouvelle par Mère Marie du Saint-Sacrement, en 4 volumes.
- Jean de la Croix et Benoit Lavaud (o.p.), Poèmes Mystiques, Neuchâtel, Éditions de la Baconnière, coll. « Les cahiers du Rhône », 1942, 130 p., p. 9-13.
- Jean de la Croix, Œuvres Complètes, Éditions du Cerf, coll. « Œuvres de Jean de la Croix », 1990, 1871 p. (ISBN 978-2-204-06643-3), p. 563.
- Jean de la Croix, Nuit obscure, Cantique spirituel, Gallimard, coll. « Poésie/Gallimard », 1997, 230 p. (ISBN 978-2-07-032962-5), p. 51-53.